# Puha (slak)
Puha is een geslacht van uitgestorven weekdieren uit de klasse van de Gastropoda (slakken).

## Soorten
- Puha fulgida Marwick, 1931 †
- Puha hebes (Hutton, 1873) †